# Jacht balastowy

Schematycznie przedstawiona budowa kadłuba jachtu balastowego z balastem zintegrowanym falszkil (a), balastem bryłowym (b) oraz balastem płetwowym (c)

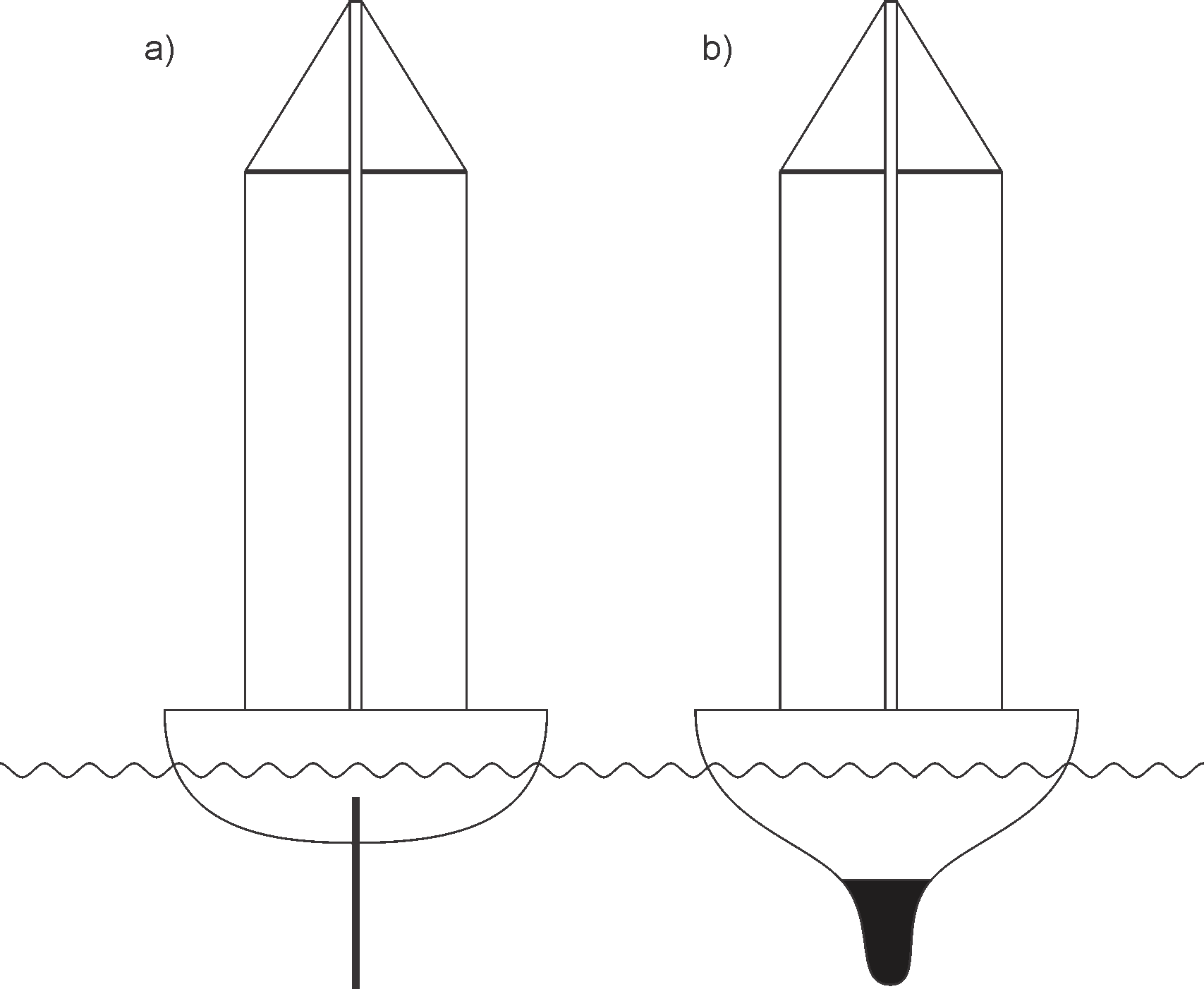
Schematyczne porównanie budowy kadłuba jachtu mieczowego (a) oraz jachtu z płetwą balastową (b)

Jacht balastowy – łódź żaglowa wyposażona w balast konstrukcyjnie umocowany tak, aby obniżyć środek ciężkości jednostki. W odróżnieniu od jachtów mieczowych, stosuje się je głównie w żegludze morskiej.

## Budowa
Jachty balastowe swoją nazwę zawdzięczają balastowi, który jest elementem konstrukcyjnym kadłuba albo obciążeniem umieszczonym w możliwie najniższej jego części. Wraz z rozwojem żeglarstwa, w celu osiągnięcia jak największej prędkości jachtów, zwiększano powierzchnię ożaglowania, co wiązało się z koniecznością obniżenia środka ciężkości jednostki, aby zachować stateczność. Stosowano wiele różnych rozwiązań umiejscowienia balastu i sposobu jego przytwierdzenia do kadłuba.
W niektórych opracowaniach jachty wyposażone w bulbkil lub finkil zaliczane są do jachtów balastowo-mieczowych. Rozstrzygającą kwestią, określającą przynależność jachtu do danej grupy, wydają się być przepisy formuły pomiarowej IOR (International Offshore Rule), mówiące że za miecz uznaje się płetwę o masie stanowiącej maksymalnie 5% wyporności jednostki.

### Balast integralny
Za pierwsze balasty jednostek żaglowych służyły ciężkie przedmioty ułożone na dnie zęzy wewnątrz kadłuba. Był to tzw. balast ruchomy. Wykorzystywano sztaby żelaza, żeliwa czy ołowiu lub kawałki surówki hutniczej. Mimo podjętej około 1800 roku próby przytwierdzenia obciążenia od zewnątrz, balast wewnętrzny był stosowany do końca XIX wieku. Wadą tego rozwiązania była możliwość przemieszczenia się ciężaru podczas przechyłu. W 1876 r. w Nowym Jorku doszło do wypadku, w wyniku którego zatonął szkuner Mohawk. Stojący przy nabrzeżu statek przechylił się na jedną burtę w wyniku silnego podmuchu wiatru. Gwałtowne przemieszczenie się balastu wewnętrznego spowodowało zatonięcie jednostki i śmierć sześciu członków załogi. Podobny wypadek powtórzył się w 1883 r., co zmusiło konstruktorów do podjęcia próby mocowania balastu od zewnątrz.
W 1890 r. po raz pierwszy zastosowano balast łączony ze stępką przy pomocy falszkilu na jachcie Gloriana zaprojektowanym przez Nathaniela Herreshoffa. Powstała konstrukcja zdominowała kierunek rozwoju na kolejne lata. Kolejnym impulsem zmuszającym konstruktorów do modyfikacji kształtu podwodnej części kadłuba było powstanie regatowych formuł pomiarowych. W latach 30. XIX wieku zmodyfikowano dotychczasową bryłę o podwyższenie burty, zmniejszenie nawisu dziobowego i rufowego oraz wyższe zamocowanie balastu. W podobnym czasie powstała forma tzw. motorsailera (jachtu motorowo-żaglowego) np. Salar 40, czy produkowana do dzisiaj seria Fisher.
Przełom w konstrukcji kadłubów nastąpił z użyciem kompozytu jako materiału poszycia. W 1979 r. Lloyd wprowadził technologię „Ballast-Pak”, polegającą na wypełnieniu odpowiednio przygotowanych przestrzeni wewnątrz kadłuba mieszaniną żywicy oraz ołowianego śrutu. Laminatowe jachty dały możliwość nowego spojrzenia na usytuowanie balastu na jednostce żaglowej.

### Balast bryłowy
Alternatywnym rozwiązaniem w konstrukcji jachtów balastowych było wyodrębnienie balastu z obrysu kadłuba jako bryły. W 1891 r. na jachcie Wenonah konstrukcji Herreshoffa zastosowano tzw. bulbkil. Znaczna redukcja powierzchni płetwy balastowej spowodowała spadek oporu wynikającego z lepkości wody, a więc i lepsze osiągi jednostek. Jachty tej konstrukcji nazywano żartobliwie „rykoszetującymi półmiskami” (skimming dishes) ze względu na kształt kadłuba. Tak zaprojektowane jednostki sprawdzały się jedynie w regatach krótkodystansowych ze względu na zalewanie pokładu wodą i sztywne zachowanie się jachtu na fali. Z tego powodu balast bryłowy okazał się mało praktycznym rozwiązaniem dla dużych, oceanicznych jednostek. Stosuje się go z powodzeniem np. w olimpijskiej klasie Star. Obecnie cały czas pracuje się nad coraz doskonalszymi kształtami bulbkilu wprowadzając na przykład tzw. winglety (małe stateczniki poprawiające skuteczność bulbkilu) oraz trymery pozwalające na odchylenie strumienia wody opływającej płetwę balastową w pożądanym kierunku, co zapewnia większą sterowność jednostki. W 1968 r. została opatentowana przez polskiego konstruktora M. Plucińskiego płetwa kompensacyjna, mająca na celu zmniejszenie dryfu jednostki. W nowoczesnych jednostkach żaglowych spotkać można ruchomy balast bryłowy wyposażony właśnie w taką, prostopadłą do płetwy balastowej, płytę. Możliwość zmiany kąta wychylenia balastu względem płaszczyzny symetrii kadłuba wraz z zastosowaniem płyty kompensacyjnej poprawia sprawność hydrodynamiczną (zmniejsza opór indukowany).

### Balast płetwowy
Pierwszym konstruktorem, który zastosował balast płetwowy był James Herreshoff. Zaprojektował on wyprofilowaną płetwę balastową (finkil), mającą za zadanie zarówno wytwarzanie oporu bocznego, jak i obniżanie środka ciężkości. Rozwiązanie to używane było już w 1895 r., natomiast większą popularność zyskało dopiero w połowie XX wieku. Przykładem zastosowania finkillu jest klasa R-5,5. Najefektywniejszym hydrodynamicznie kształtem okazał się profil laminarny NACA (National Advisory Committee for Aeronautics) zaczerpnięty z konstrukcji skrzydła samolotu. Krawędź spływu płetwy balastowej często wyposażona jest w trymer.

### Konstrukcje wielopłetwowe
Pierwsze próby konstrukcji kadłuba z więcej niż jedną płetwą balastową podjął Balfoor w 1924 r. Wykonał on, a 15 lat później udoskonalił, jacht Blue Bird wyposażony w dwa symetrycznie ułożone względem osi symetrii jachtu bulbkile. Do końców balastów przytwierdzone były stateczniki, a do nich dwa stery. Dużą zaletą jednostek wielopłetwowych było pionowe ułożenie jachtu na dnie morza podczas odpływu. Dzięki temu konstrukcje tego typu nabrały popularności ok. 1955 r. Obecnie spotykane są jachty o dwóch lekkich płetwach bocznych oraz jedną ciężką, centralną lub dwóch bocznych płetwach balastowych i centralnym statecznikiem sterowanym. Mimo wielu modyfikacji i konfiguracji umieszczenia płetw balastowych badania przeprowadzone w latach 80. przez Yachting Monthly udowodniły znikome różnice w zachowaniu jachtów z jednym bądź dwoma płetwami podczas żeglugi.

## Stateczność poprzeczna
Stateczność poprzeczna to zdolność jachtu do powracania do stanu równowagi po przechyleniu. W głównej mierze zależy ona od wzajemnego położenia środka ciężkości oraz środka wyporu jachtu. Stateczność jachtu (jak każdego statku) zależy od położenia metacentrum i wielkości wysokości metacentrycznej. W jachtach balastowych nigdy, poza niektórymi, wyczynowymi konstrukcjami regatowymi, środek ciężkości nie znajduje się poniżej środka wyporu.
Mylnie uważa się, że jachty balastowe są niewywracalne, ale zatapialne.